# Бимбаев, Мацак Тонхеевич
Маца́к Тонхе́евич (Танхиевич) Бимба́ев (калм. Бембән Мацг, 1900, Астраханская губерния, Российская империя — сентябрь 1993 года, Пятигорск, Ставропольский край, Россия) — советский военнослужащий, участник Гражданской и Великой Отечественной войн, Монгольской народной революции, кавалер ордена Красная звезда, удостоен различных боевых наград СССР, Монголии и Польши.

## Биография
Мацак Бимбаев родился в 1900 году в Астраханской губернии в семье рыбака. С раннего возраста зарабатывал, помогая своему отцу. Когда он был в возрасте 13 лет у него умер отец и он взял на себя содержание всей семьи.
В 1918 году Мацак Бимбаев вступил добровольцем в отряды самообороны Яндыко-Мочажского улуса. Позднее из этого отряда была сформирована улусная конная сотня, которая стала Калмыцким революционным отрядом в рядах XI красноармейской армии.
В начале 20-х годов Мацак Бимбаев принимал участие в Монгольской народной революции в составе группы кавалеристов сводного корпуса 5-й Красной Армии.
В 1926 году принял участие в секретной спецоперации в Тибете. Домой ему пришлось возвращаться кружным путём: Индокитай — Шанхай — Харбин, постоянно приходилось посещать буддийские храмы, так как по «легенде» он был паломником. Из-за этого на родину он вернулся только через полтора года.
Вместе с 6-й Монгольской кавалерийской дивизией принял участие в сражениях на Халхин-Голе.
Великая Отечественная война застала М. Бимбаева в составе 156-й стрелковой дивизии. В 1941 году он был назначен заместителем командира и начальником штаба 110-й Отдельной Калмыцкой кавалерийской дивизии.
Великую Отечественную войну закончил в звании подполковника.
В 1945 году был комендантом города Фалькензе. В 1949 году вернулся на родину.
Скончался в сентябре 1993 года в городе Пятигорске, похоронен в Элисте.

## Сочинения
В 1983 году написал книгу своих воспоминаний «Судьба моя военная: Воспоминания о друзьях-однополчанах».

## Награды
- орден Ленина (21.02.1945[2]);
- 2 ордена Красного Знамени (3.11.1944, 17.06.1945[2]);
- 2 ордена Отечественной войны I степени (12.03.1945[3], 1985[4]);
- орден Красной Звезды (27.02.1943[5]);
- медаль «За боевые заслуги»[источник не указан 4084 дня];
- медаль «За оборону Кавказа»[2];
- медаль «XX лет Рабоче-Крестьянской Красной Армии»[2];
- другие награды.

## Память
- Именем Мацака Бимбаева названа улица в Элисте.